# Jason Hernandez
Jason Hernandez est un joueur de soccer américain, international portoricain, né le 26 août 1983 à New York. Il évolue au poste de défenseur.

## Biographie

### International
Il dispute son premier match avec la sélection de Porto Rico le 29 mars 2016 contre le Guyana lors du premier tour des éliminatoires de la Coupe caribéenne des nations 2017.